# Calgary McKnight
Circonscription électorale fédérale du Canada
Calgary McKnight est une circonscription électorale fédérale canadienne de l'Alberta située dans le nord-est de la ville de Calgary. Elle a été créée en 2023 de la  partie sud de la circonscription de Calgary Skyview et de la partie nord de Calgary Forest Lawn.
Les circonscriptions limitrophes sont : 
- au nord : Calgary Skyview
- à l'est : Bow River
- au sud : Calgary-Est
- au sud-ouest : Calgary Confederation
- à l'ouest : Calgary Nose Hill

Elle est représentée pour la première fois lors des élections fédérales de 2025.

## Députés
| Législature      | Années   | Député | Député  | Parti   |
| ---------------- | -------- | ------ | ------- | ------- |
| Calgary McKnight |          |        |         |         |
| 45e              | 2025–... |        | à venir | à venir |